# Yuba City
Yuba City è un centro abitato (City) degli Stati Uniti d'America, situato nella contea di Sutter dello Stato della California. Nel censimento del 2013 la popolazione era di 65.416 abitanti.

## Geografia fisica
Secondo i rilevamenti dello United States Census Bureau, Yuba City si estende su una superficie di 24,3 km².